# Arachnoidea raylankesteri
Arachnoidea raylankesteri is een mosdiertjessoort uit de familie van de Arachnidiidae. De wetenschappelijke naam van de soort is voor het eerst geldig gepubliceerd in 1903 door Moore.